# Fábio Luiz Magalhães
Fábio Luiz de Jesus Magalhães (Marataízes, 13 de marzo de 1979) es un exjugador brasileño de voleibol de playa. Fue subcampeón olímpico en los Juegos Olímpicos de Pekín 2008. También fue campeón mundial en 2005. Tuvo tres subcampeonatos consecutivos en el Circuito Mundial de Voleibol de Playa entre 2005 y 2008.
Comenzó en el voleibol de sala y se mudó a la playa en 2001. Después de formar pareja con varios atletas, como Luizão, Loiola y Paulo Emílio, el atleta se unió al experimentado Márcio Araújo en 2005 y pronto ganó el título mundial. El dúo no solo aseguró un lugar en los Juegos Olímpicos de Beijing 2008, sino que también regresó a Brasil con una medalla de plata. Después de un largo período viviendo con lesiones, Fábio se retiró en 2013.